# GameBank
Gamebank TV (www.gamebank.tv) war ein am 3. April 2007 gestarteter chinesischer eSports-P2PTV-Sender, der über PPLive zu empfangen war. In seinem Programm fanden sich viele Sendungen von eSports-Veranstaltungen aus dem asiatischen Raum, besonders China und Korea. Der Sender ging vermutlich 2009 wieder offline. Im Januar 2009 wurde noch das Finale der Warcraft-3-Team-Weltmeisterschaft (ESL WC3L Series) übertragen.
Gamebank TV gehörte zur 2006 gegründeten China eSports Interactive Technology & Development Co. Ltd. (CEI) und war wie auch die Pro Gamer League (PGL) eine Hauptmarke des Unternehmens. In Spitzenzeiten hatte der Sender 2008 mehr als 470.000 Zuschauer. Sitz der CEI ist Peking-Haidian. CEI ist als Lizenznehmer der Deutschen Games Schulmeisterschaft der Turtle Entertainment GmbH gelistet.

## Kooperation mit anderen eSports Unternehmen
Durch eine Kooperation mit der PGL wurden alle Spiele dieser hochdotierten Liga live im Studio eingespielt und übertragen. PGL Sendungen von Gamebank wurden, um einige Monate zeitversetzt, auch in sonst sendfreien Zeiten auf ESL TV ausgestrahlt. Gamebank zeigte seinerseits das Programm von ESLTV in programmfreien Zeiten.
Zuvor wurden bereits einige Events zusammen mit Gotfrag TV und ESL TV übertragen. Während GotFrag TV den amerikanischen Kontinent bediente, war ESL TV für die Übertragung im europäischen verantwortlich und Gamebank für den asiatischen Raum. Die Verteilung auf drei regional stark aufgestellte eSports-Broadcaster und die Verwendung von P2PTV-Lösungen ermöglichte somit eine weltweite Übertragung von hochkarätigen eSports-Events.